# Андреяшу-де-Жос (комуна)
Андреяшу-де-Жос (рум. Andreiașu de Jos) — комуна у повіті Вранча в Румунії. До складу комуни входять такі села (дані про населення за 2002 рік):
- Андреяшу-де-Жос (658 осіб)
- Андреяшу-де-Сус (115 осіб)
- Аршица (235 осіб)
- Рекіташу (685 осіб)
- Тітіла (173 особи)
- Фетіг (86 осіб)
- Хотару (56 осіб)

Комуна розташована на відстані 157 км на північ від Бухареста, 28 км на захід від Фокшан, 100 км на захід від Галаца, 95 км на схід від Брашова.

## Населення
За даними перепису населення 2002 року у комуні проживали 2008 осіб. Усі жителі комуни рідною мовою назвали румунську.
Національний склад населення комуни:
| Національність | Кількість осіб | Відсоток |
| -------------- | -------------- | -------- |
| румуни         | 2007           | > 99,9%  |
| німці          | 1              | < 0,1%   |

Склад населення комуни за віросповіданням:
| Релігія     | Кількість осіб | Відсоток |
| ----------- | -------------- | -------- |
| православні | 2005           | 99,9%    |
| реформати   | 3              | 0,1%     |